# Georg Rueter

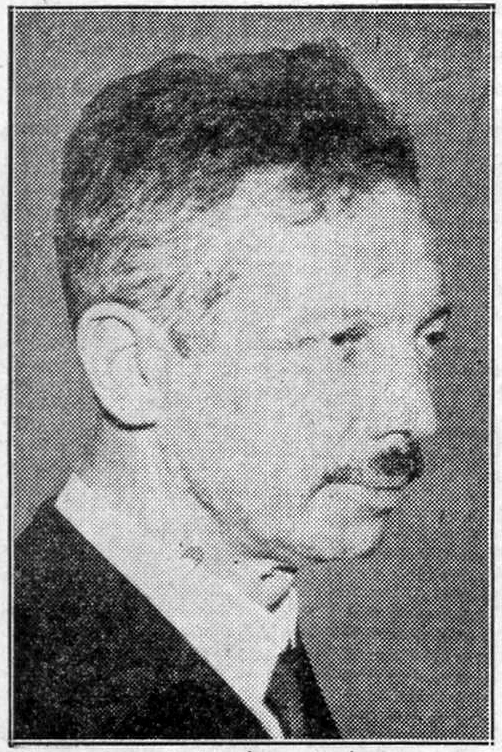
W. C. Georg Rueter, 1940

Wilhelm Christian Georg Rueter (Haarlem, 8 maart 1875 - Amsterdam, 16 augustus 1966) was een Nederlands kunstschilder, tekenaar en grafisch ontwerper.

## Leven en werk
Rueter groeide op in een kunstzinnig gezin, zijn broer Theo Rueter was architect.
Rond 1885 ging Rueter tekenlessen volgen bij Johan Braakensiek, de bekende tekenaar van politieke prenten, van 1889 tot 1891 volgde hij lessen aan de Gemeentelijke Avondteekenschool in Amsterdam. Daarna ging hij naar de Rijksnormaalschool voor Teekenonderwijs, waar hij zijn M.O.-acte haalde. Vervolgens ging hij naar de Rijksacademie van Beeldende Kunsten.
In 1896 werd hij leraar op de Teekenschool voor Kunstambachten. Dit bleef hij tot 1912. Rueter ontwierp reclamedrukwerk, affiches, kalenders, ex-librissen en was boekbandontwerper. Zo was hij verantwoordelijk voor de vormgeving van band en schutbladen van de gerenommeerde boekenserie 'Nederlandsche Historische Bibliotheek', die verscheen bij Meulenhoff. Zijn schutbladen sieren veel van Meulenhoffs boeken uit de periode 1905-1925. Hij ontwierp de omslag van de twaalfde jaargang van het tijdschrift De Architect (1901) en ook ontwierp hij de eerste kinderpostzegels in 1924.
Daarnaast was Rueter een veelgevraagd portretschilder. Hij vereeuwigde onder anderen vele hoogleraren van de Universiteit van Amsterdam.
Vooral in de jaren na de oorlog verwierf Rueter grote faam als schilder van bloemstillevens. Zijn atelier De Gulden Snede genaamd, was gevestigd op het Haarlemmerplein 42 hoek Planciusstraat in Amsterdam, boven de drukkerij van de Gebroeders Braakensiek waar zijn vader Christiaan Rueter in 1882 directeur en mede-eigenaar van was geworden.
Rueter werkte vanaf 1898 samen met kunstenares Gerarda de Lang. Zij trouwden in 1901 en waren de ouders van kunstenaars Pam Rueter, Gerarda Rueter en Maria Hofker-Rueter (getrouwd met schilder Wim Hofker).

## Enkele werken
- Gelukstelegram. 1924. Den Haag, Museum voor Communicatie.[1]
- de eerste kinderpostzegels in 1924. Rueters dochter Maria stond model voor deze zegels.
- ontwerp voor het Prins Willemraam (1933) in de Nieuwe Kerk te Delft
- ontwerp voor het Marnixraam (1939-1940), een glas-in-loodraam in de Pieterskerk in Leiden

## Afbeeldingen

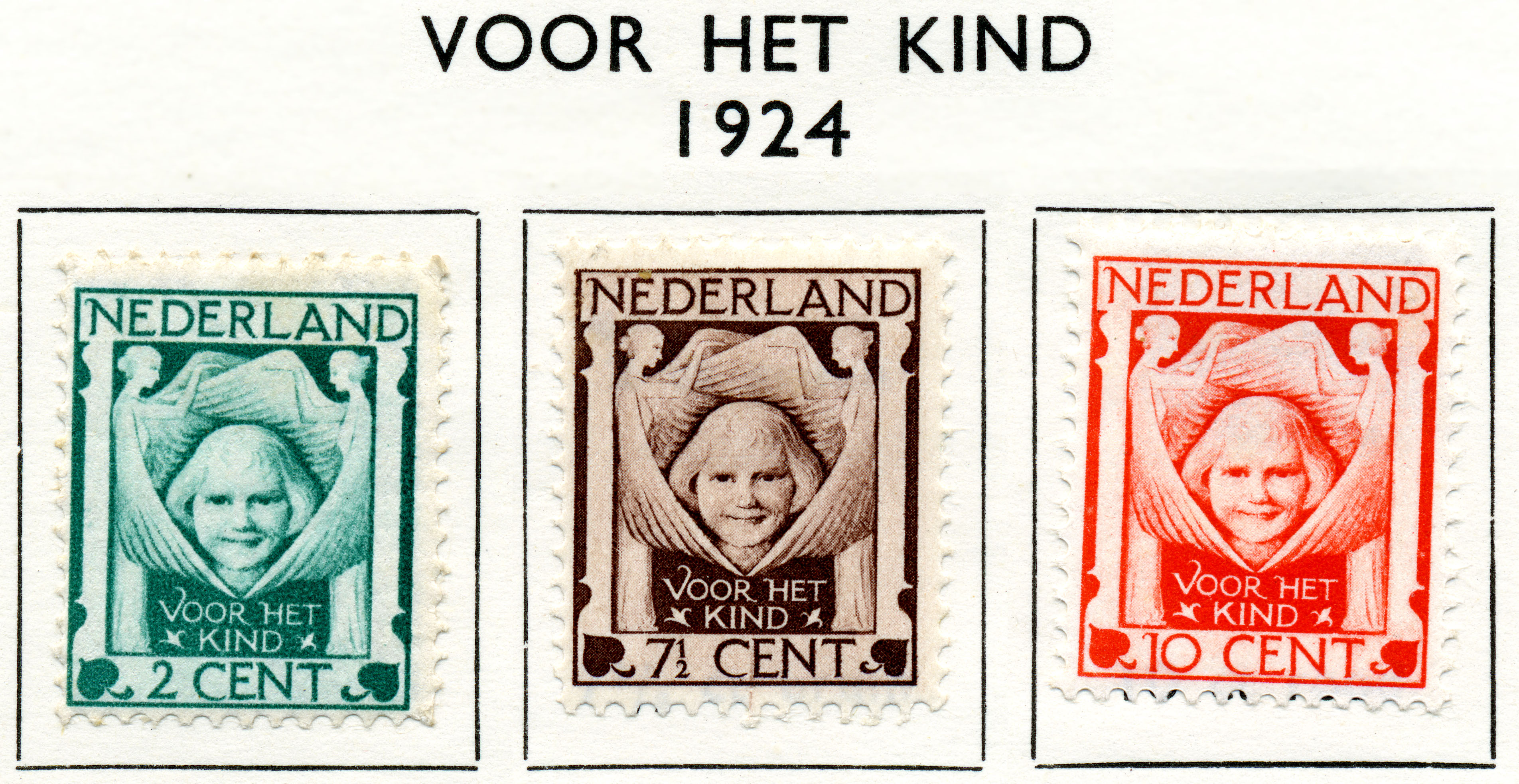
Voor het kind 1924, naar ontwerp van G. Rueter
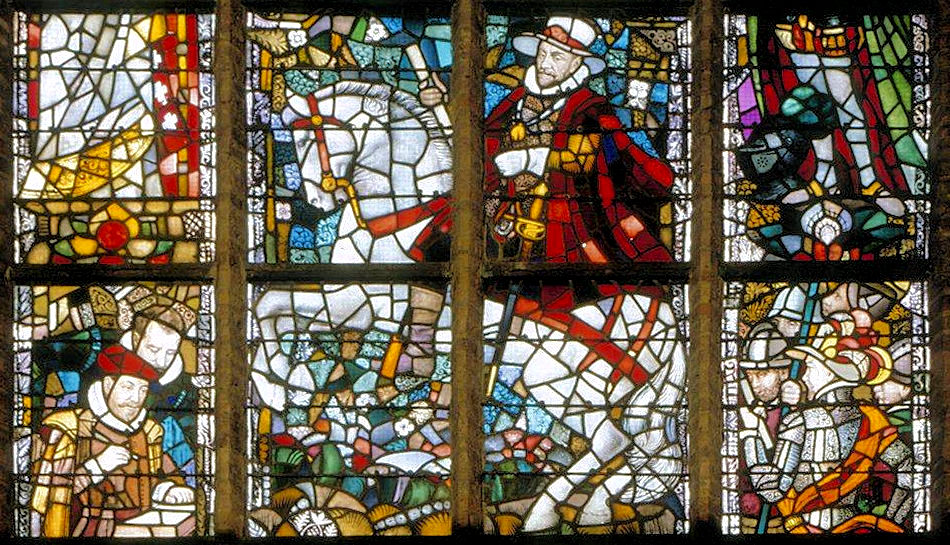
Prins Willemraam in Delft
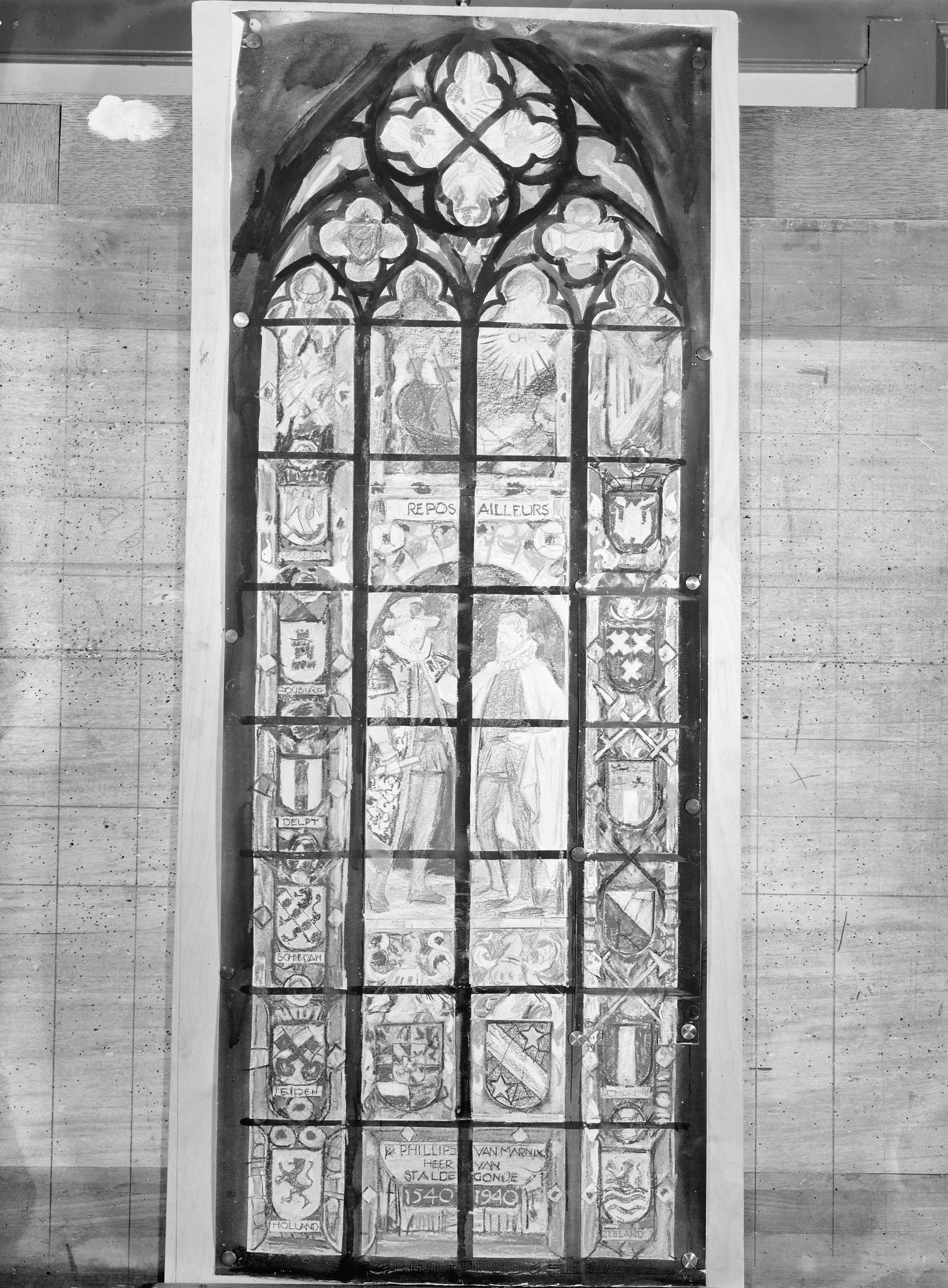
Het karton (ontwerp op ware grootte) van het Marnixraam in de Pieterskerk in Leiden
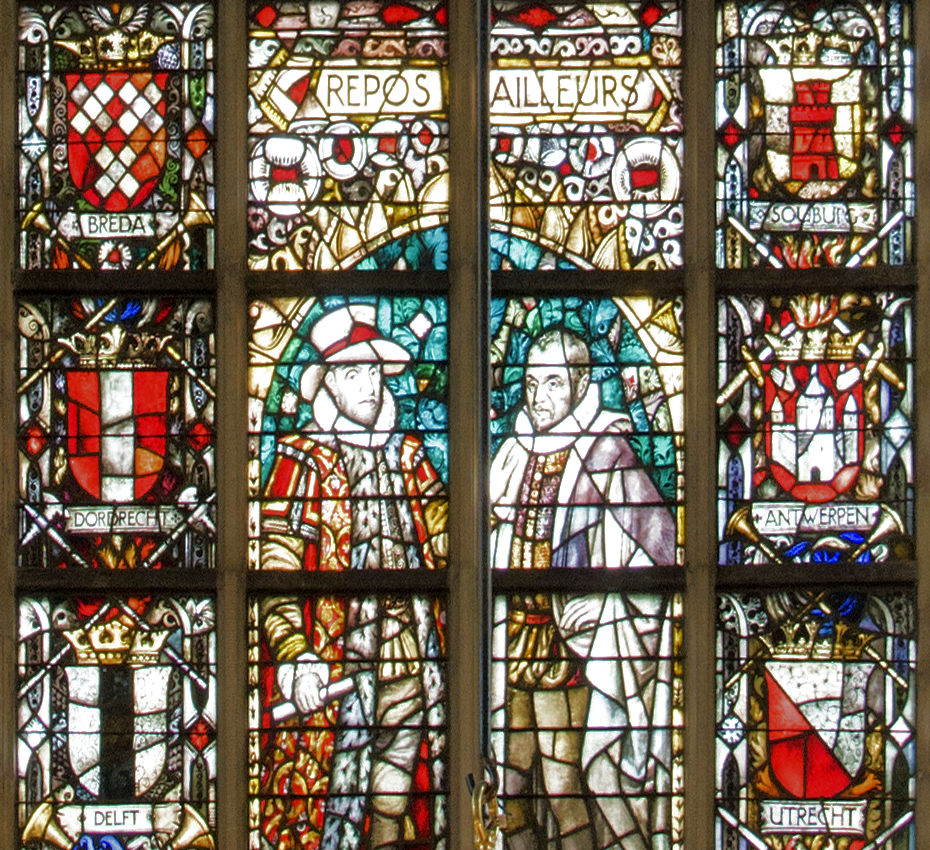
Realisatie van het Marnixraam (detail)

## Expositie
In 1999 organiseerden het Drents Museum in Assen en Teylers Museum in Haarlem een grote overzichtstentoonstelling van zijn werk, waarbij een catalogus verscheen.
- Bibliothèque nationale de France: cb13601216s (data)
- Biografisch Portaal: 17449694
- Gemeinsame Normdatei: 121217736
- International Standard Name Identifier: 0000 0001 1072 7391
- Library of Congress Control Number: nr99003960
- Nationale Bibliotheek van Tsjechië: xx0211448
- Nederlandse Thesaurus van Auteursnamen: 069971234
- RKD-Nederlands Instituut voor Kunstgeschiedenis: 68791
- Système universitaire de documentation: 204672864
- Union List of Artist Names: 500005456
- Virtual International Authority File: 79448816
- WorldCat: E39PBJxhjTPMYVPjPB7HQpbrv3